# 한경화
한경화(1977년 9월 27일 ~ )는 대한민국의 성우로, 2004년 문화방송 성우극회 공채 17기로 입사했다.

## 출연작품

### 애니메이션
- 절대 가련 칠드런(애니박스) - 캐리/캐롤라인
- 레귤러 쇼(카툰네트워크) - 마가렛
- 갓슈벨(대원방송) - 코코
- 클라나드 (애니박스) - 이부키 후코
- 완소! 퍼펙트 반장 (대원방송) - 용애
- 흑신(애니박스) - 엑셀
- 가이킹(재능TV) - 퓨레아
- 출동! 레스큐 포스(재능TV) - 총사령관, 마엔
- 마법사 프리큐어!(대교방송) - 선미래(큐어 미라클)
- 먹티와 잼잼(MBC) - 잼잼
- 명탐정 코난 (15기) (투니버스) - 채나라
- 록맨 에그제 비스트(애니맥스) - 롤
  - 록맨 에그제 비스트 플러스(애니맥스) - 롤
- 블리치(애니맥스) - 쿠로사키 유즈, 치즈루, 야치루, 사루가키 히요리
- 닌자의 왕(애니맥스) - 이치키
- 쿵푸팬더 전설의 마스터(니켈로디언 미국 본사)
- 데스노트(애니원) - 경호원2, 여자
- 바질리스크 ~코우가인법첩~(애니박스) - 오코이
- 후로티 로봇(재능TV) - 망고스틴 선생, 수수땡
- 꿈의 보석 프리즘스톤(SBS) - 시은, 리듬, 용화
- 캐스퍼와 친구들(재능TV) - 친구4
- 시끌벅적 하우이와 벌거숭이들(애니맥스) - 버니
- 바다탐험대 옥토넛(외주 채널) - 제니스, 튜닙
- 외계가족 졸리폴리(KBS) - 벨라
- 보글보글 쿡(MBC) - 토로
- 꼬마돌 도도(MBC) - 꼬미
- 에그구그(SBS) - 구그
- 비밀♥비밀의 에그엔젤 코코밍(디즈니 채널) - 나누밍
- 뚝딱구조대(MBC) - 룰루
- 로보카폴리(EBS) - 샌디
- 고고 다이노(EBS) - 도로시
- 키다리 아저씨(대원방송)
- 디지몬 고스트 게임(재능TV) - 에스피몬, 호버에스피몬

### 극장 애니메이션
- 주토피아 - 가젤 / 오터톤 부인
- 바다 탐험대 옥토넛 시즌 4: 빙하탐험선S - 튜닙
- 바다 탐험대 옥토넛 시즌 4: 바다 괴물 대소동 - 튜닙
- 슈퍼배드 - 페니 외
- 피터팬: 후크 선장과 결투의 날 - 마이클 / 마이어
- 소울 - 멜바, 의사, 제럴, 댄서스타

### 영화
- 트와일라잇(MBC)
  - 뉴문(MBC)
- 세상의 중심에서 사랑을 외치다(MBC)
- 신용문객잔(MBC)
- 호스티지(MBC)
- 미션 임파서블 3(MBC) - 데이비언의 통역가(바하 수멕)
- 마더 테레사(MBC)
- 상성 : 상처받은 도시(MBC) - 종업원(진사혜)
- 터미네이터2(MBC)
- 페이스 오프(MBC) - 요원(로미 윈저)
- 애프터 썬셋(MBC) - 준(레이철 해리스)
- 청사(MBC)
- 본 아이덴티티(MBC) - 알랭 (해리 길버트)
- 본 얼티메이텀(MBC) - 루시 (루시 리만) 외
- 내겐 너무 가벼운 그녀(MBC) - 샐리(켈리 맥로리)
- 콜드 마운틴(MBC)
- 이탈리안 잡(MBC) - 열쇠가게 직원(메리 포처)
- 상하이 나이츠(MBC)
- 80일간의 세계일주(MBC) - 인도인 소녀(시린트혼 램찬다니)
- 웰컴 투 정글(MBC)
- 사무라이 픽션(MBC) - 유키에 (호시카와 나기네) / 빨간 그림자
- 이연걸의 탈출(MBC)
- 바닐라 스카이(MBC) - 립비(얼리샤 윗)
- 동방삼협(MBC)
- 판타스틱 소녀 백서(MBC)
- 암흑가의 두 사람(MBC) - 에블린 (세실 바소)
- 보통 사람들(MBC)
- 토네이도(MBC) - 수잔 (린다 푀펠)
- 연인(MBC) - 기녀2
- 레이디 킬러(MBC) - 가웨인의 동생(테테 벤)
- 1408(MBC) - 호텔 직원(김 톰슨)
- 지옥의 베를린 타워(MBC) - 택시 안경 손님(안제 위드라)
- 더 퀸(MBC)
- 황후화(MBC)
- 세컨핸드 라이온스(MBC)
- 노브레인 레이스(MBC)
- 알렉산더(MBC) - 에우리디케(마리 메이어)
- 스토커(MBC) - 간호사(지나 윌슨)
- 천녀유혼(MBC) - 소청
- 디 아워스(MBC)
- 코어(MBC) - 짐스키 박사의 비서(제니퍼 스펜스)
- 버드가의 섬(MBC)
- 일본침몰(MBC)
- 코로나도(MBC)
- 나비효과(MBC) - 7세 켈리 (사라 위도우스)
- 캐리비안의 해적: 블랙 펄의 저주(MBC) - 어린 엘리자베스(루신다 드라이젝)
- 투모로우(MBC)
- 히 러브스 미(MBC)
- S.W.A.T. 특수기동대(MBC) - 크리스의 딸
- 아이엠 샘(MBC)
- 실버호크(MBC)
- 브루스 올마이티(MBC) - 데비(리사 앤 월터)
- 어바웃 어 보이(MBC) - 선생님 (테사 베일) / 크리스티나 (샤론 스몰)
- 스타트렉9 : 최후의 반격(MBC) - 소나 여장교 (클로데트 네빈스)
- 픽쳐 클레어(MBC)
- 사선에서(MBC)
- 환생(MBC)
- 콘헤드 대소동(MBC) - 코치 (엘렌 드제너스)
- 알리(MBC)
- 식스팩(MBC)
- 일렉션(MBC) - 여배우 (크리스타 영)
- 뉴욕의 가을(MBC)
- 옹박 - 두 번째 미션(MBC) - 방송 기자(소냐 안젤리아 스코이그)
- 슬립 허, 쉬즈 프렌치(MBC)
- 천녀유혼2(MBC)
- 천녀유혼3(MBC)
- 개구쟁이 스머프2 - 스머페트 (케이티 페리)
- 어벤저스 - 페퍼 포츠(귀네스 팰트로), 마리아 힐 (코비 스멀더스)
- 아이언맨 3(KBS)/어벤져스: 인피니티 워 - 페퍼 포츠(귀네스 팰트로)
- 어벤져스 2/캡틴 아메리카: 윈터 솔져(MBC) - 마리아 힐 (코비 스멀더스)

### 방송
- 우러러보니 존귀한 (채널J) - 나츠키 (타베 미카코)
- 24 (텔레비전)(MBC)
- 스몰빌(MBC)
- CSI 과학수사대(MBC)
- CSI 뉴욕(MBC)
- CSI 마이애미(MBC)
- 바람이의 모험(MBC)
- M-3 특공대(MBC)
- 내 사랑 뚱(MBC)
- 라이스 맨(MBC)
- 타스의 풀이풀이 사자성어(MBC)
- 우파루의 모험(SBS)
- 과학마술단(MBC)
- 내친구 마카다 (MBC)

### 나레이션
- 뉴스와 생활경제(SBS)
- 이야기 여행(MBC)
- 희망 릴레이 사랑싣고 세계로(KBS)

### 게임
- 삼국지 온라인

## 같이 보기
- 문화방송
- 문화방송 성우극회